# 庄司弁吉
庄司 弁吉（しょうじ べんきち、1819年（文政2年） - 1864年11月15日（元治元年10月16日））は、日本の武士、剣術家。諱は秀嶽（ひでたけ）。

## 略歴
水戸藩士で藩校弘道館教授方の庄司秀実の弟。
北辰一刀流・玄武館に入門。稲垣定之助、森要蔵、塚田孔平と共に「玄武館の四天王」と称された。千葉周作没後、玄武館師範代となった。
その後、宍戸藩に仕え、江戸詰剣術指南役に就任。
1864年（元治元年）、天狗党の乱が勃発すると、宍戸藩主・松平頼徳に従い、大発勢の出陣と那珂湊の戦いに参加。戦闘終結後、罪を問われ、水戸城下の獄舎で斬首された。